# Shakou, Hubei
Shakou (kinesiska: 沙口, 沙口镇) är en köpinghuvudort i Kina. Den ligger i provinsen Hubei, i den centrala delen av landet, omkring 120 kilometer sydväst om provinshuvudstaden Wuhan. Antalet invånare är 43 997. Befolkningen består av 20 656 kvinnor och 23 341 män. Barn under 15 år utgör 13,0 %, vuxna 15-64 år 76 %, och äldre över 65 år 10,0 %.
Runt Shakou är det tätbefolkat, med 356 invånare per kvadratkilometer. Närmaste större samhälle är Fengkou, 12,0 km norr om Shakou. Trakten runt Shakou består till största delen av jordbruksmark.
Genomsnittlig årsnederbörd är 1 758 millimeter. Den regnigaste månaden är maj, med i genomsnitt 229 mm nederbörd, och den torraste är december, med 39 mm nederbörd.